# SpaceLiner

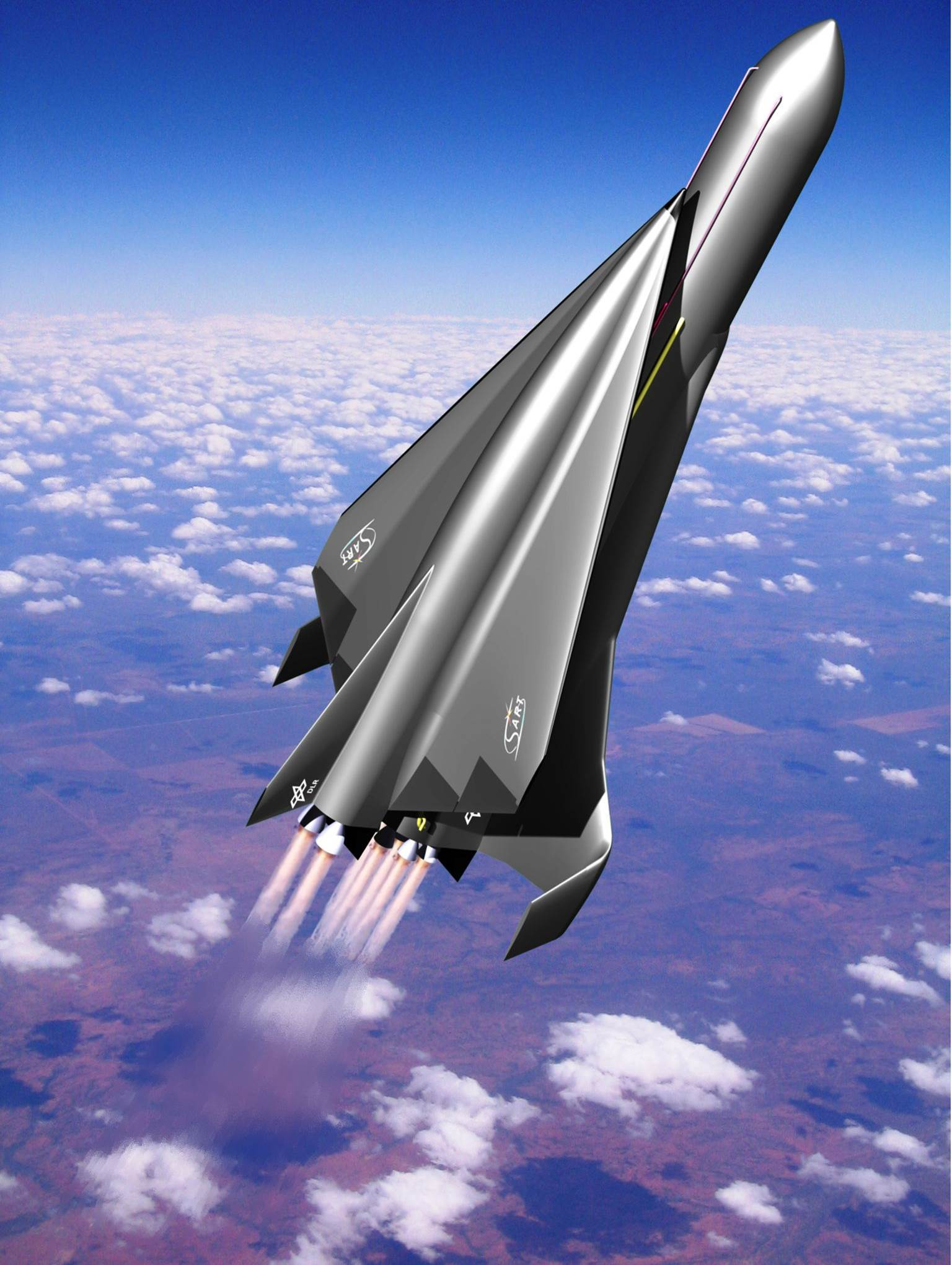
Vue d'artiste du SpaceLiner 7 durant le lancement

Le SpaceLiner est un concept d'avion suborbital hypersonique développé par une équipe du centre spatial allemand de l’aéronautique et de l'espace (Deutsches Zentrum für Luft- und Raumfahrt) depuis 2005.

## Concept
Le véhicule, qui décolle verticalement à la façon d’une navette spatiale, se compose de deux étages : un étage d’accélération et un étage supérieur équipé d’ailes (orbiteur), conçu pour 50 passagers. Au total onze moteurs (9 pour l’étage d’accélération et 2 pour l’orbiteur) alimentés en oxygène liquide et en hydrogène liquide propulsent le SpaceLiner.
À l’arrêt des moteurs, l’étage supérieur est capable de parcourir de grandes distances à très haute vitesse en vol plané. Selon la mission, des altitudes de 80 kilomètres et des nombres de Mach supérieurs à 20 peuvent être atteints. Cela permet au SpaceLiner de couvrir la distance entre l’Australie et l’Europe en 90 minutes et de se rendre d’Europe en Californie en moins de 60 minutes.
L’accélération maximale atteinte pendant le vol est limitée à 2,5 g ; soit moins que ce que les astronautes devaient endurer pendant un vol dans la navette spatiale américaine. De plus, la cabine dans laquelle se trouvent les passagers est une capsule de sauvetage. En cas de problème, elle peut être séparée du reste de l’orbiteur, afin de permettre un retour des passagers sur la Terre en toute sécurité.
La mise en service d’un premier système opérationnel serait, selon le DLR, possible entre 2040 et 2050. Un aspect central du concept est la possibilité de réutiliser à de nombreuses reprises un SpaceLiner et de le fabriquer en série comme cela se fait dans l’aéronautique. Cela est la clé pour un système qui doit être plus efficace que les systèmes spatiaux actuels au niveau des coûts. Un défi important doit être relevé. Il s’agit d’améliorer la sécurité et la fiabilité des composants des véhicules spatiaux comme les moteurs, afin qu’ils puissent être considérés pour le transport de passagers au quotidien.
En ce moment, le SpaceLiner est développé grâce à des moyens internes du DLR, mais aussi dans le cadre de deux projets financés par l’Union européenne dans le cadre du septième programme cadre de l'Union Européenne : FAST 20XX et CHATT. De nombreux autres instituts et entreprises des secteurs de l’aéronautique et de l’espace en Europe participent également au développement du SpaceLiner.

## Développement

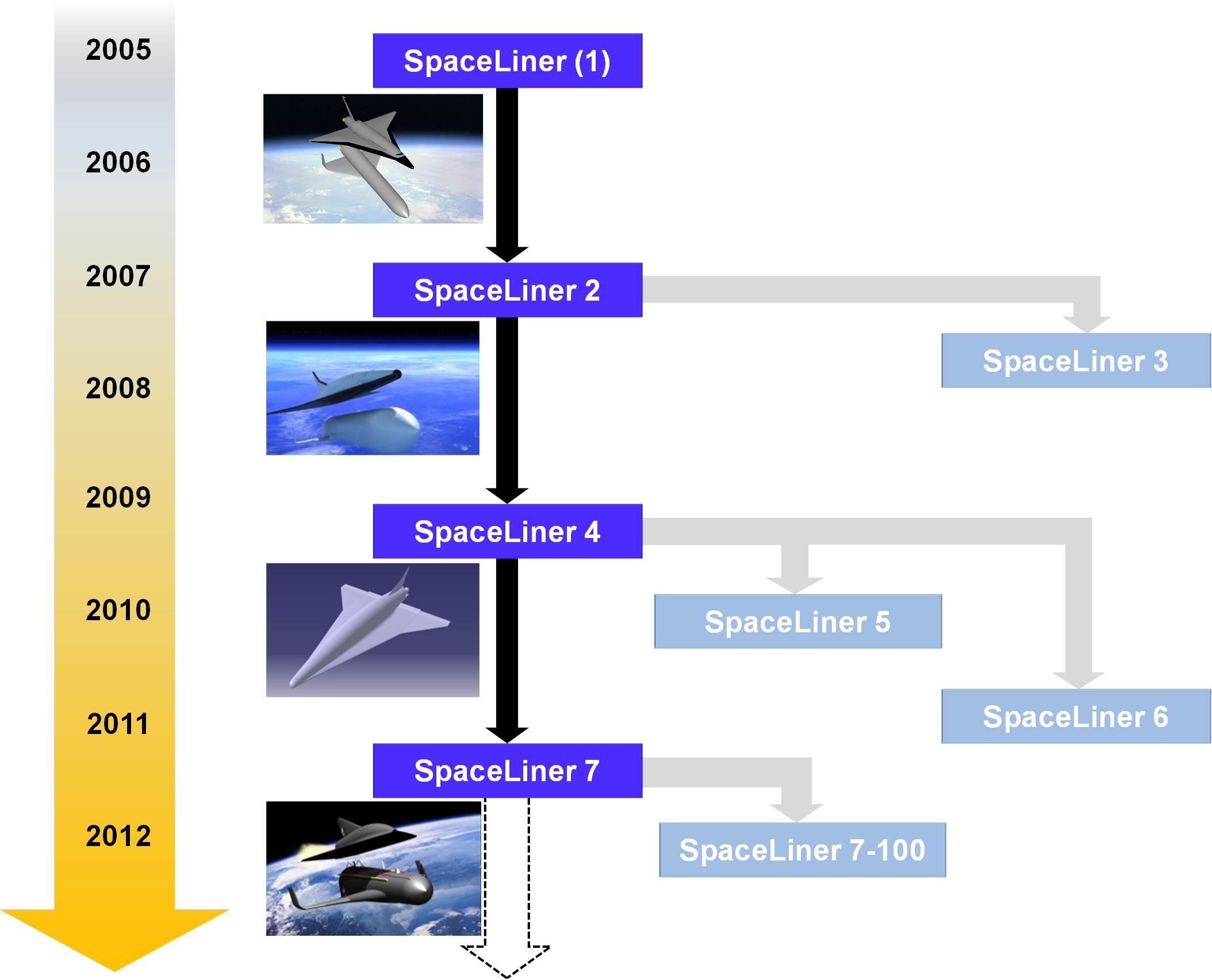
Chronologie de l’évolution du concept SpaceLiner jusqu'à aujourd’hui

Pour le moment, le SpaceLiner est à l'état d'avant-projet. L’avant-projet évolue en s’appuyant sur les résultats des précédentes études et analyses ainsi qu’avec le nombre croissant de sous-systèmes qui sont intégrés au SpaceLiner et dont la conception se précise. En parallèle, des variantes du SpaceLiner avec des caractéristiques différentes et devant remplir par exemple des missions différentes sont étudiées. Ces résultats participent également au processus de développement du SpaceLiner.
SpaceLiner 2 correspond à la première version du SpaceLiner, pour laquelle un système de refroidissement actif a été pris en compte pour les composants durement éprouvés lors de la rentrée atmosphérique.
SpaceLiner 4 résulte d'une amélioration des caractéristiques de dynamique du vol et d'aérodynamique du SpaceLiner 2. Cette version a été utilisée comme référence dans le projet de recherche FAST20XX, financé par l'Union européenne, pour étudier plus précisément expérimentalement et numériquement les technologies nécessaires à la réalisation du SpaceLiner.
SpaceLiner 7 est la version du SpaceLiner la plus récente qui est examinée en ce moment au DLR. Une optimisation numérique a montré que le passage d'une configuration d'aile en double delta à une aile delta permettait une amélioration des propriétés aérodynamiques, thermiques et structurelles dans des conditions de vol hypersonique. Les sous-systèmes en cours de conception et d'optimisation sont la cabine pour les passagers y compris le système de sauvetage, les réservoirs cryogéniques, le système d'alimentation en carburant (incluant un système de transfert de carburant du réservoir de l'étage d'accélération vers les moteurs du véhicule passager) et le bouclier thermique.

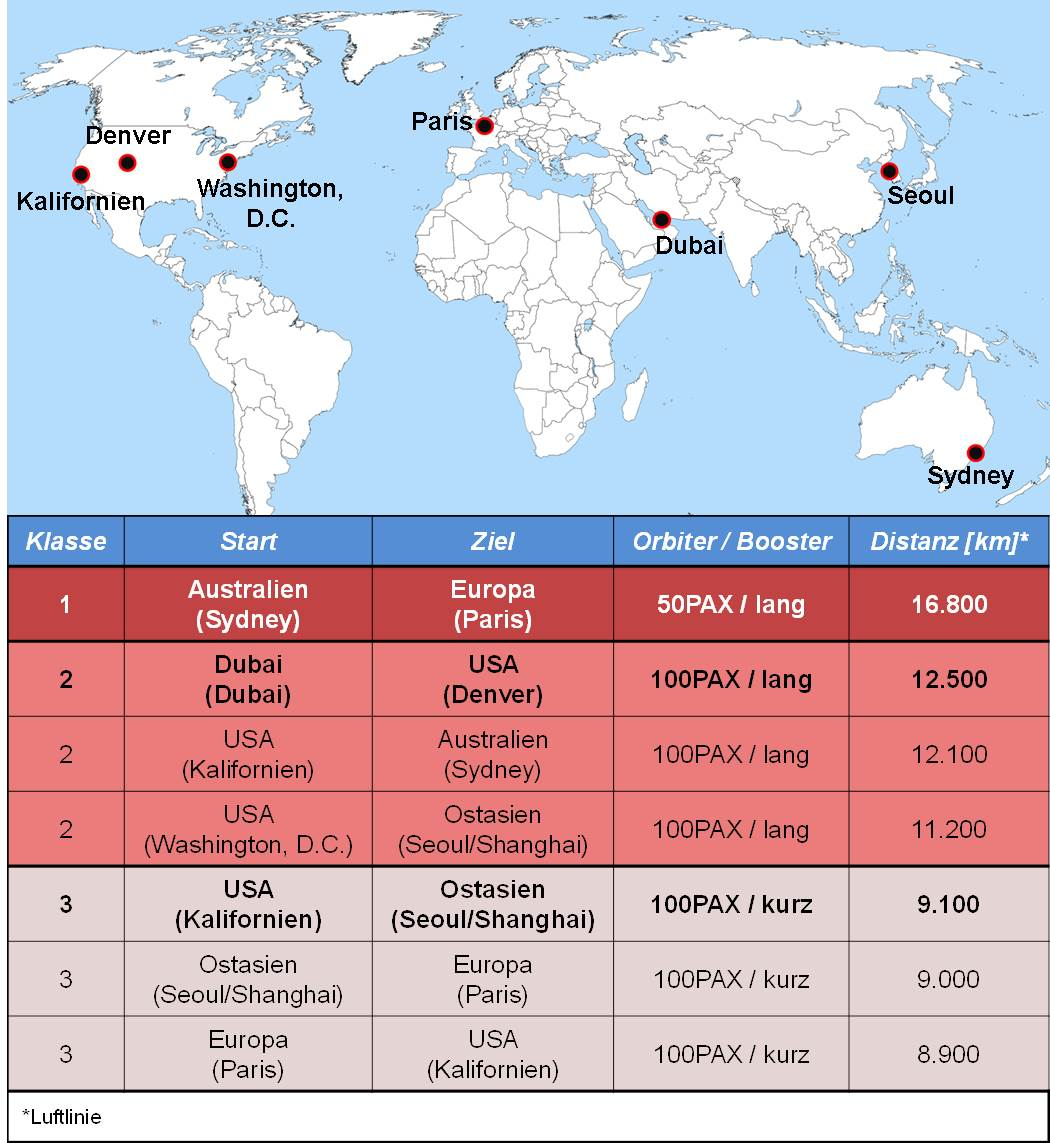
Liste des vols pris en considération lors de la conception du SpaceLiner7.

De plus une version du SpaceLiner pouvant transporter jusqu'à 100 passagers et avec un rayon d'action réduit est en cours d'investigation. Celle-ci est désignée sous le nom : SL7-100. Les trajets qui sont intéressants pour le SpaceLiner ont été classés en trois catégories selon la distance à parcourir, la catégorie 1 étant celle correspondant aux distances les plus grandes et au plus grand intérêt économique pour le SpaceLiner et la catégorie 3 correspondant aux plus courtes distances encore économiquement intéressantes. Ces catégories correspondent à différentes configurations du véhicule:
- Catégorie 1 : étage d'accélération long avec une cabine pour 50 passagers
- Catégorie 2 : étage d'accélération long avec une cabine pour 100 passagers
- Catégorie 3 : étage d'accélération court avec une cabine pour 100 passagers

## Caractéristiques techniques

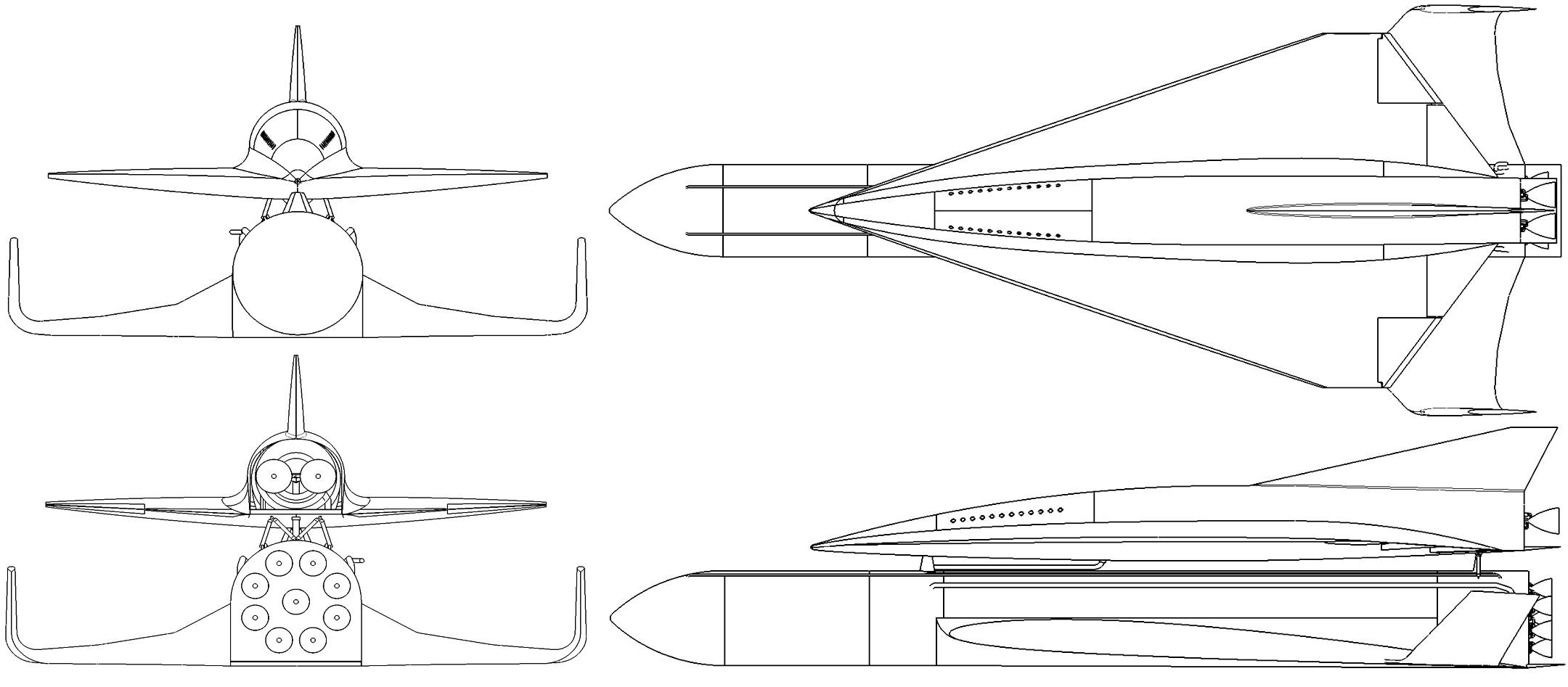
Vue schématique du SpaceLiner7

| Caractéristiques                   | Étage passager (Version 50 passagers) | Étage d'accélération (Version longue) | Total (Trajet Australie-Europe) |
| ---------------------------------- | ------------------------------------- | ------------------------------------- | ------------------------------- |
| Longueur :                         | 65,0 m                                | 82,3 m                                | 82,3 m                          |
| Envergure :                        | 33,0 m                                | 36,0 m                                | 36,0 m                          |
| Hauteur :                          | 12,0 m                                | 8,6 m                                 | 21,5 m                          |
| Longueur de la cabine :            | 15,3 m                                |                                       |                                 |
| Diamètre max. du fuselage :        | 6,8 m                                 | 8,6 m                                 |                                 |
| Masse à vide :                     | 145 t                                 | 170 t                                 | 315 t                           |
| Masse au décollage :               | 380 t                                 | 1 460 t                               | 1 840 t                         |
| Masse d'ergols :                   | 215 t                                 | 1 285 t                               | 1 500 t                         |
| Masse à l'extinction des moteurs : | 160 t                                 | 180 t                                 |                                 |
| Altitude max. atteinte :           | environ 80 km                         | environ 75 km                         |                                 |
| Vitesse maximale :                 | 7 km/s (25 200 km/h)                  | 3,7 km/s (13 300 km/h)                |                                 |
| Nombre de Mach max. :              | 24                                    | 14                                    |                                 |
| Rayon d'action max. :              | environ 18 000 km                     | environ 18 000 km                     | environ 18 000 km               |
| Nombre de moteurs :                | 2                                     | 9                                     | 11                              |

## Propulsion
Il est prévu que le SpaceLiner n'utilise qu'un seul type de moteur cryogénique réutilisable, fonctionnant sous le principe de la combustion étagée. Le rapport d'expansion de la tuyère est adapté selon la mission à l'étage d'accélération ou au véhicule passager. Les ergols utilisés sont l'oxygène liquide et l'hydrogène liquide. Ces ergols, lorsqu'ils sont associés, sont très énergétiques tout en restant écologiques, puisque de leur combustion ne résulte que de la vapeur d'eau.
| Caractéristiques                         | Étage passager | Étage d'accélération |
| ---------------------------------------- | -------------- | -------------------- |
| Rapport de mélange :                     | 6.0            | 6.0                  |
| Pression dans la chambre de combustion : | 16.0 MPa       | 16.0 MPa             |
| Débit d'ergols (par moteur) :            | 518 kg/s       | 518 kg/s             |
| Rapport d'expansion :                    | 59.0           | 33.0                 |
| Impulsion spécifique (dans le vide) :    | 449 s          | 437 s                |
| Impulsion spécifique (au sol) :          | 363 s          | 389 s                |
| Poussée par moteur (dans le vide) :      | 2268 kN        | 2206 kN              |
| Poussée par moteur (au sol) :            | 1830 kN        | 1961 kN              |

## Sources
1. ↑  (en) Sippel M., Klevanski J., Steelant J., Comparative study on options for high-speed intercontinental passenger transports: air-breathing- vs. rocket-propelled, IAC-05-D2.4.09, October 2005.
2. ↑  (en) M. Sippel, « Promising roadmap alternatives for the SpaceLiner », Acta Astronautica, Vol. 66, Iss. 11-12, 2010 (consulté le 15 février 2011)
3. ↑  (en) T. Schwanekamp, C. Bauer, A. Kopp, « Development of the SpaceLiner Concept and its Latest Progress » [PDF; 1672 kB], 4th CSA-IAA Conference on Advanced Space Technology, September 2011 (consulté le 10 mai 2013)
4. ↑  (en) A. van Foreest et al., « Transpiration Cooling Using Liquid Water » [PDF; 29 kB], Journal of Thermodynamics and Heat Transfer, Vol. 23, Number 4 (consulté le 15 février 2011)
5. ↑  (en) A. van Foreest, « The Progress on the SpaceLiner Design in the Frame of the FAST 20XX Program » [PDF; 138 kB], 16th AIAA/DLR/DGLR International Space Planes and Hypersonic Systems and Technologies Conference, 2009 (consulté le 15 février 2011)
6. ↑  (en) T. Schwanekamp, J. Bütünley, M. Sippel, « Preliminary Multidisciplinary Design Studies on an Upgraded 100 Passenger SpaceLiner Derivative » [PDF; 2370 kB], 18th AIAA/3AF International Space Planes and Hypersonic Systems and Technologies Conference. 2012 (consulté le 10 mai 2013)
7. ↑  (en) M. Sippel et al., « Technical Maturation of the SpaceLiner Concept », 18th AIAA/3AF International Space Planes and Hypersonic Systems and Technologies Conference. 2012 (consulté le 22 avril 2013)